# Pop'n music GB
pop'n music GB (ポップンミュージック GB Poppun myūjikku GB?) es una de las dos únicas entregas junto con pop'n music GB Animation Melody para Game Boy Color y unos de los juegos no lineales de pop'n music. Fue lanzado en marzo de 2000 y tiene un total de 25 canciones. 11 de ellas son provenientes de pop'n music hasta pop'n music 3, mientras que las 14 restantes fueron más tarde adapadas en la serie lineal, especialmente la mayoría de ellas reaparecieron en pop'n music 10.

## Modos de juego
- Beginner: Este comienza con un tutorial a modo de canción, el cual después el juego le da la opción de escoger al jugador una de dos canciones elegidas al azar. Disponible una sola canción por set.[4]
- Normal: Este modo tiene tres canciones por cada set con un número variante de canciones por stage.
- Excite: Es similar al Normal mode, con la diferencia que tiene el ojama excite, el cual consiste en que las notas cambian de posición al llegar casi al final de la barra roja, lo cual puede resultar muy difícil para el jugador.
- Survival: En este modo la barra del Groove gauge funciona de manera diferente al habitual. Es el equivalente al Expert mode en las versiones arcades, lo cual la barra disminuirá con cada fallo en una canción y no se restaurará al pasar al siguiente stage. Cinco canciones por set.

## Lista de canciones
La siguiente tabla muestra las siguientes canciones introducidas en el juego:
| Nombre                       | Género       | Artista                               | Personaje    |              |              |
| Arcade songs                 | Arcade songs | Arcade songs                          | Arcade songs | Arcade songs | Arcade songs |
| ---------------------------- | ------------ | ------------------------------------- | ------------ | ------------ | ------------ |
| I REALLY WANT TO HURT YOU    | POPS         | SUGI & REO                            | RIE♥chan     |              |              |
| monde des songe              | FANTASY      | Bikke                                 | DiNO         |              |              |
| Quick Master                 | J-TEKNO      | act deft                              | SHOLLKEE     |              |              |
| Life                         | J-POP        | Haya-P & Maru                         | pretty       |              |              |
| El País del sol              | LATIN        | Senorita Rica                         | DON MOMMY    |              |              |
| 愛を探そう                   | J-R&B2       | Ma-You                                | tourmaline   |              |              |
| 走れブン!ブン!               | NEW FOLK     | わがまま7                             | FLOWER       |              |              |
| what i want (EURO MIX)       | EURO QUEEN   | T.R.S                                 | KoKo         |              |              |
| シャバダ! de ジルバ!         | ROCKABILLY   | Chako                                 | Jennifer     |              |              |
| 和称一起走                   | KANGTONG     | Cathy Lau                             | LingLing     |              |              |
| Get on that train            | JAZZY        | Q-Mex                                 | CHARLY       |              |              |
| Original songs               |              |                                       |              |              |              |
| White Lovers                 | WINTER POP   | 新谷さなえ                            | SANAE♥chan   |              |              |
| テキサスのガンマン           | WESTERN      | Sludgy Hawks with N                   | the KING     |              |              |
| No more I love you           | NUDY         | WAX                                   | JUDY         |              |              |
| トロイカダンス               | RUSSIA       | Q-Mex plays "Hirotees"                | KRAFT        |              |              |
| HOLiDAY                      | RAKUGAKIDS   | らく楽器隊2003                        | Beartank     |              |              |
| くちうるさいママ             | MOTOR5       | プチさな                              | MARY         |              |              |
| Sea Side City                | SURFY        | KISS SUMMER SISTERS                   | NYAMI♥chan   |              |              |
| dandelion                    | FOLK SONG    | sotaro                                | MIMI♥chan    |              |              |
| Secret songs                 |              |                                       |              |              |              |
| 取り返してやる!              | CUTE         | Akko's                                | ANZU         |              |              |
| ラブ・アコーディオン         | ROMANESQUE   | WORLD SEQUENCE plays "mon cheri H.T." | Candy        |              |              |
| Miracle Moon(お月様が中継局) | J-GARAGE POP | Togo Project feat. Sana               | KELLY        |              |              |
| きえた!? ナポレオン          | GANG         | ナヤ〜ン団                            | KID          |              |              |
| PULSE                        | FUNNY        | 319                                   | BOY          |              |              |
| 赤いリンゴ                   | GROOVE ROCK  | Lollipop Tonic featuring K            | PEPPER       |              |              |